# Mine de Chadormalu
 (février 2016).
La mine de Chadormalu est une mine de fer à ciel ouvert située en Iran dans la province de Yazd. Elle appartient à la Chadormalu Mining and Industrial Company (en).
La mine est située dans une partie inhabitée du désert du Dacht-e Kavir, à 180 km au nord-est de la ville de Yazd, 300 km au sud de l'oasis de Tabas, et environ 40 km de la route reliant ces deux localités. 
Les dépôts de minerai de Chadormalu ont été découverts en 1940, et la construction du complexe de la mine a débuté en 1994, la production commençant en 1999. Cette même année, le site a été relié au réseau ferré iranien, avec un lien vers Meybod.